# Kamienica Lubomelskich w Lublinie
Kamienica Lubomelskich – kamienica w Lublinie z zachowanym renesansowym portalem i cennymi polichromiami o tematyce świeckiej. Jej fasada ma bardzo charakterystyczny czerwony kolor. U szczytu budowli znajduje się wmurowana w fasadę attyka renesansowa.

## Historia
Kamienica Lubomelskich z numerem 8 należała do tej rodziny prawie od początku XVI wieku. Jan Lubomelski przebudował i zmodernizował ten budynek. Na portalu zachował się znak – gmerk Zadora z datą 1540 i napisem „Jan Lubom”. Kamienicę dziedziczyły dzieci, w końcu w 1573 roku Erazm Lubomelski stał się właścicielem kamienicy frontowej. Podczas pożaru Lublina w 1575 roku spłonęły także budynki Lubomelskich. Wówczas (tj. około 1580 roku) kamienica Lubomelskich została odbudowana i wspaniale ozdobiona malowidłami w pierwszej kondygnacji piwnic przeznaczonych na winiarnię. Są to kompozycje figuralne przeplatane roślinnymi dekoracjami. Jest to rzadki przykład polichromii renesansowej o tematyce świeckiej. W 1661 roku Lubomelscy sprzedali kamienicę Michałowi Szererowi. W 1711 roku nabyli ją Antoni i Elżbieta Szuartowie, a później jako zabezpieczenie posagu córki Anny otrzymał ją zięć Szuartów, Jan Makarowicz. Kamienica zaniedbana w XVIII wieku. Po śmierci Jana w 1775 kamienicę przejął jego syn Franciszek Ksawery Makarowicz, który w 1782 roku przebudował ją. W roku 1815 Franciszek Ksawery, wtedy ławnik Starej Warszawy przekazał kamienicę jako posag wnuczki Eleonory mężowi Gabrielowi Janowi Chruścielewskiemu. Od tej pory kamienica była w rękach rodziny Chruścielewskich, a w roku 1904 przeszła w posiadanie gminy żydowskiej. Wygląd kamienicy nie zmienił się znacznie od przebudowy w 1782.